# Moïse Bar Képha
Moïse Bar Képha est un théologien et un écrivain syriaque, dignitaire de l'Église jacobite, né vers 813, mort en 903.
Né dans une localité appelée Mashhad Kuhayl, il entra au monastère de Mar Sergius, entre Sinjar et Balad (nord-ouest de Mossoul), et étudia sous la direction de son abbé, Cyriaque. Il devint évêque de Beth Rumman, Beth Kiyona et Mossoul en 863. Pendant dix ans, après 883, il fut periodeute du siège de Tikrit (siège des maphriens). Il est l'auteur de nombreux traités théologiques, d'homélies et de commentaires des textes bibliques.

### Œuvres
- Un commentaire de l'Ancien Testament, conservé (avec des lacunes) dans un manuscrit de la British Library (Add. 17,274), et par parties dans d'autres manuscrits, vanté et souvent cité par Bar-Hebraeus ;
- Un commentaire du Nouveau Testament, dont les différentes parties sont conservées dans plusieurs manuscrits à Londres, à Paris et en Orient ;
- Un commentaire sur les six jours de la Création (Hexaéméron), en cinq livres, conservé entre autres à la Bibliothèque Nationale de France (Syr. 241) ;
- Un traité sur la création des anges en cinquante-quatre chapitres, et un autre sur les hiérarchies célestes en seize chapitres (conservés en Orient) ;
- Un traité sur le paradis en deux parties, la première en vingt-huit chapitres, la seconde en sept chapitres (texte original syriaque longtemps considéré comme perdu, mais retrouvé dans un manuscrit de la Beinecke Library de l'université Yale, et d'autres copies signalées en Orient ; traduction latine d'Andreas Masius publiée à Anvers en 1569) ;
- Un traité sur la résurrection en vingt-quatre chapitres ;
- Un traité sur l'âme rationnelle en soixante-cinq chapitres ;
- Un traité sur la prédestination et le libre arbitre, contre les païens, les manichéens, les marcionites et d'autres sectes, divisé en quatre parties, conservé dans un manuscrit très ancien de la British Library (Add. 14,731) ;
- Un traité sur les sacrements de l'Église ;
- Une description des différents ordres du clergé ;
- Un traité sur les différentes fêtes de l'année liturgique ;
- Un traité sur le sacerdoce, composé de six discours, conservé à Constantinople (attribution discutée).

Sont également signalés par d'autres auteurs :
- Un commentaire de l'Organon d'Aristote, mentionné par Bar-Hebraeus ;
- Un Tractatus de sectis, ou Liber disputationum adversus haereses (voir Assemani, B.O. II, 57) ;
- Une histoire ecclésiastique, mentionnée par son biographe, mais sans doute perdue rapidement, car elle n'est citée par aucun historien postérieur.

On conserve également de lui divers textes liturgiques (homélies, cantiques, prières) utilisés dans des cérémonies.